# Gladys Castelvecchi
Gladys Castelvecchi   (Rocha, 26 de novembre de 1922 - Montevideo, 28 de maig de 2008) va ser una poeta uruguaiana i professora de literatura integrant de la Generació del 45.

## Biografia
Va residir a Flores després de casar-se amb l'escriptor Mario Arregui. Més tard va tornar a Montevideo on va exercir durant molts anys la docència en un institut de secundària. Durant el període dictatorial (1973-85) va ser destituïda i empresonada.
Va publicar poemes i articles de crítica en diversos setmanaris i revistes uruguaianes, si bé es consagra com a poeta el 1965 al publicar el llibre No más Cierto que el Sueño (No més cert que un somni).

## Obra
| Any  | Títol                      | Editorial                      | Lloc de publicació |
| ---- | -------------------------- | ------------------------------ | ------------------ |
| 1965 | No más Cierto que el Sueño | Editorial Alfa                 | Montevideo         |
| 1983 | Fe de Remo                 | Ediciones de la Banda Oriental | Montevideo         |
| 1984 | Ejercicio de Castellano    | Editorial Monteverde           |                    |
| 1985 | Calendarios                | Ediciones de la Banda Oriental | Montevideo         |
| 1987 | Animal Variable            | Ediciones de la Banda Oriental | Montevideo         |
| 1992 | Claroscuro                 | Ediciones de la Banda Oriental | Montevideo         |
| 1994 | Por Costumbre              | Ediciones de la Banda Oriental | Montevideo         |
| 2010 | Algunos apuntes            | La Propia cartonera            | Montevideo         |